# 跃进水库 (会泽)
跃进水库，又称念湖，是中国云南省曲靖市会泽县境内的一座水库，位于杨梅山小河上，建于1958年。水库集雨面积为135平方千米，正常蓄水位2492.30米，兴利库容4,417万立方米，总库容5,040万立方米。大坝为均质土坝，坝高25米，坝顶长182米。水库位于会泽黑颈鹤国家级自然保护区的核心区内。